# Motocicleta Japonesa Universal

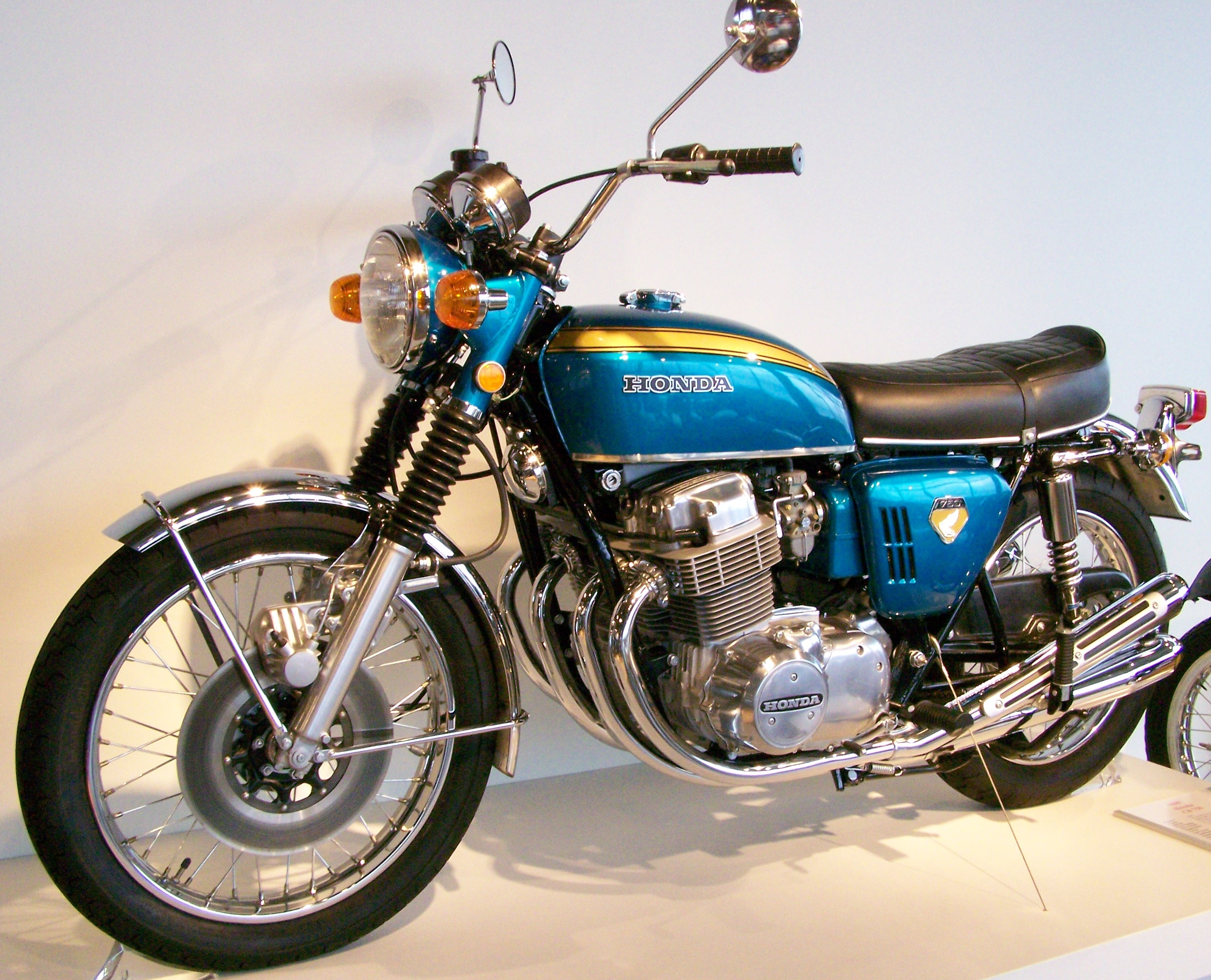
La Honda CB750, una UJM clásica.

El término Motocicleta Japonesa Universal (del idioma inglés Universal Japanese Motorcycle o UJM) fue acuñado a mediados de la década de 1970 por la revista Cycle Magazine para describir la proliferación de motocicletas japonesas  extremadamente similares que se volvieron comunes tras la presentación en 1969 de la exitosa CB750 de Honda. La CB750 se convirtió en poco menos que una plantilla para los diseños posteriores de los otros tres grandes fabricantes japoneses de motocicletas.  En 2011, el New York Times afirmó que Honda tuvo un gran éxito con la CB 750 de 1969, cuyo motor de 4 cilindros en línea llegó a definir la motocicleta japonesa universal.
Un modelo UJM disponía de un motor de cuatro cilindros en línea, posición de conducción estándar, un carburador para cada cilindro, motor de construcción unitaria (donde los componentes del motor y la caja de cambios comparten una única carcasa), freno de disco delantero, chasis tubular de doble cuna, horquillas delanteras telescópicas y suspensión trasera de doble amortiguador. A medida que los principales fabricantes japoneses de motocicletas, Honda, Kawasaki, Suzuki y Yamaha, comenzaron a replicar sus diseños entre ellas, las UJM crearon una homogeneidad en forma, función y calidad. Las UJM incluían modelos tan destacados como la Honda CB500, la Kawasaki Z1 y la Suzuki GS750. Estas máquinas tuvieron ventas masivas, y las UJM se fabricaron durante más de una década.
Posteriormente, en las décadas de 1980 y 1990, los fabricantes japoneses diversificaron sus gamas, produciendo motos deportivas carenadas, réplicas de competición y motos de doble propósito, entre otros tipos.